# Cionura erecta
Cionura erecta là một loài thực vật có hoa trong họ La bố ma. Loài này được Carl Linnaeus mô tả khoa học đầu tiên năm 1753 dưới danh pháp Cynanchum erectum. Năm 1844 August Heinrich Rudolf Grisebach chuyển nó sang chi Cionura.
Loài này phân bố từ đông nam châu Âu tới tây nam Afghanistan.

## Hình ảnh

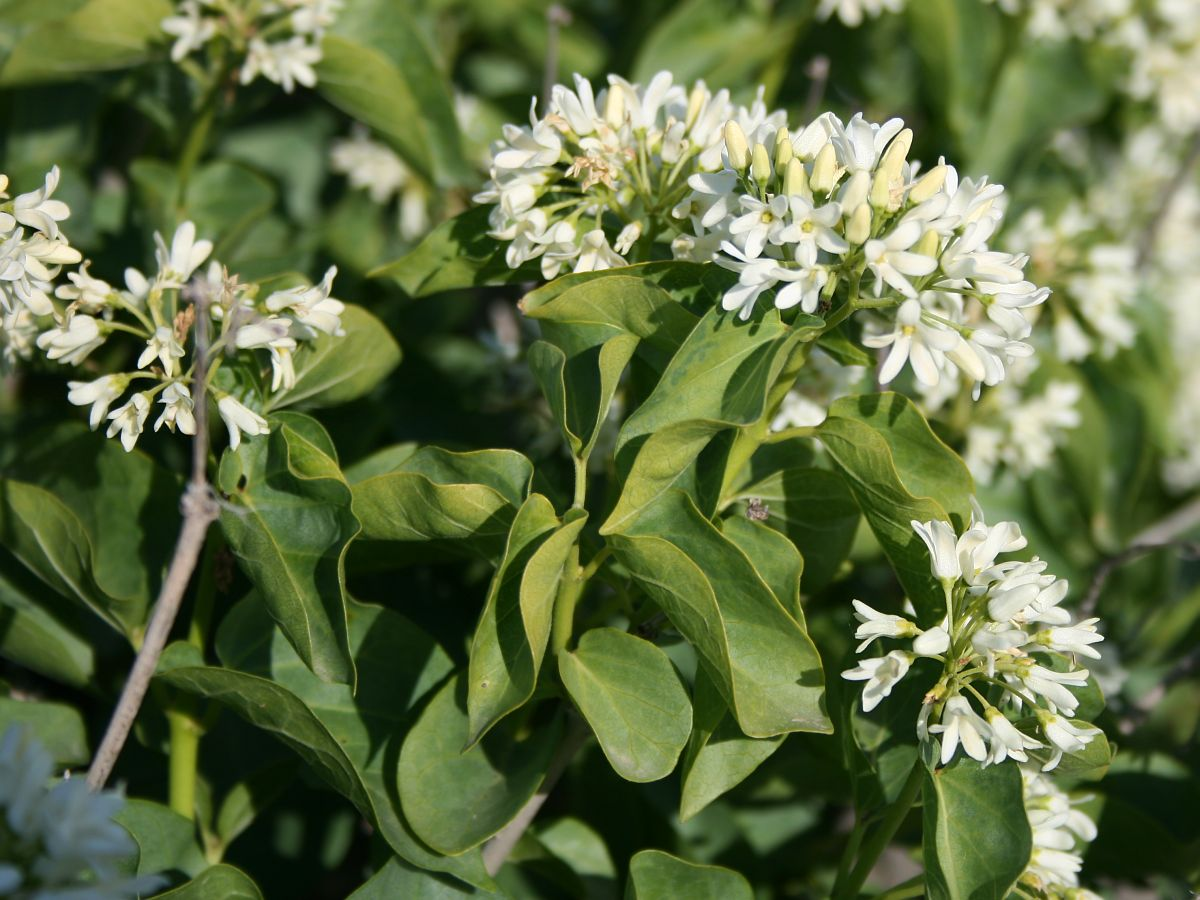
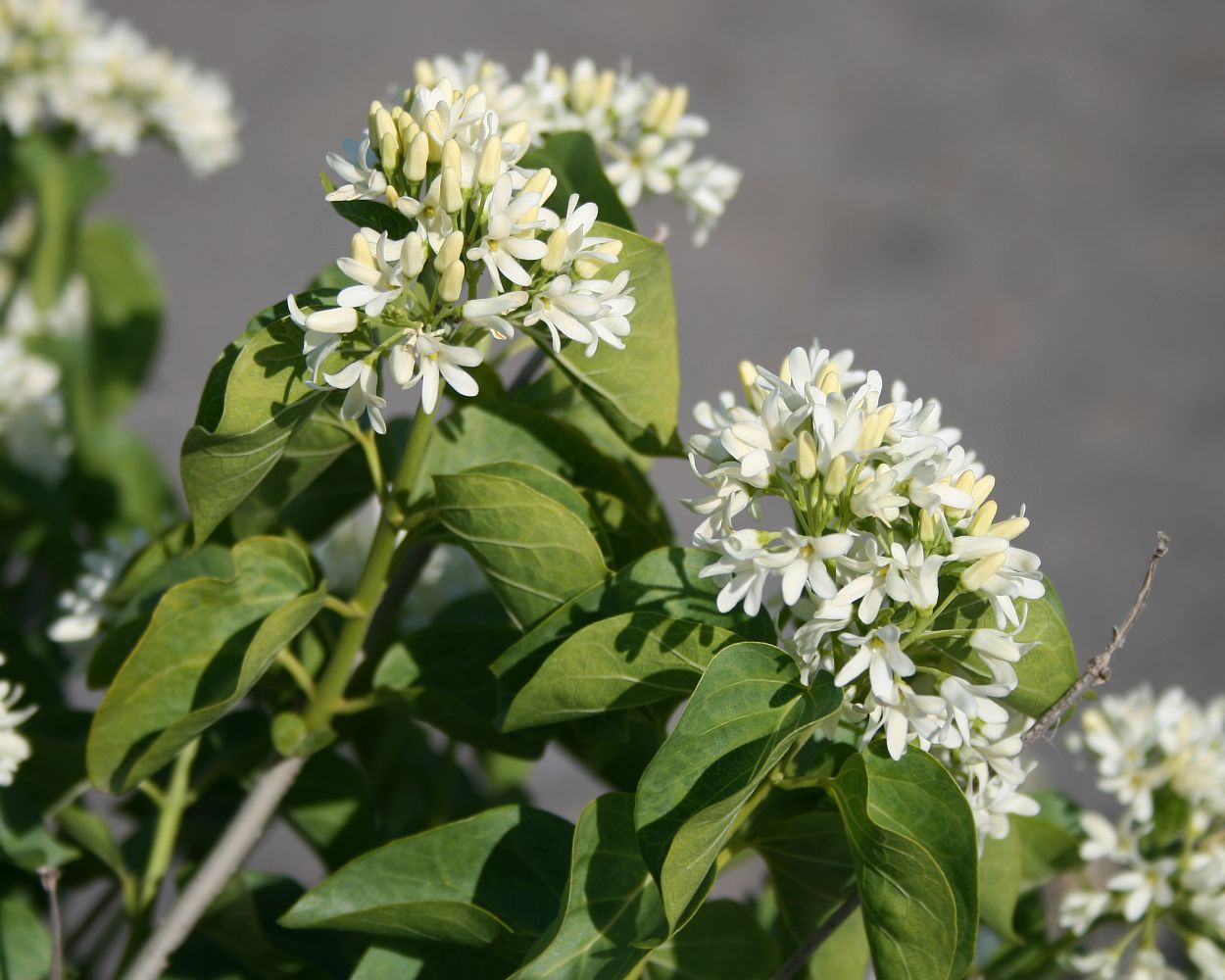
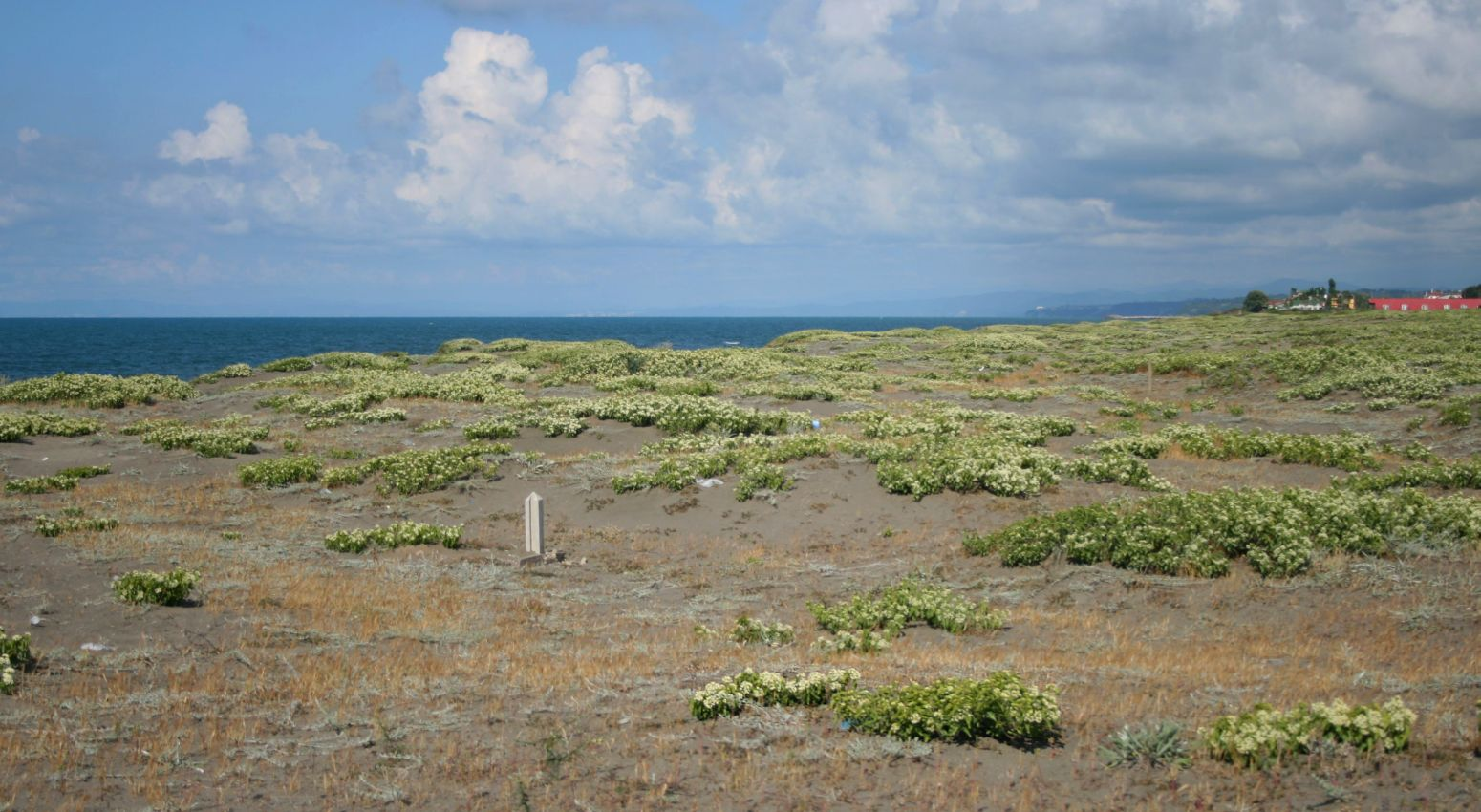